# Deepsea Challenger
Deepsea Challenger (DCV 1) — батискаф, на котором 26 марта 2012 года режиссёр Джеймс Кэмерон в одиночку осуществил погружение в Бездну Челленджера». Подводный аппарат построен в Сиднее, Австралия, проектно-исследовательской компанией Acheron Project Pty Ltd и содержит научное оборудование и 3D-камеры с высоким разрешением.

## Разработка
«Deepsea Challenger» был втайне построен в Австралии в сотрудничестве с National Geographic и при поддержке Rolex. В строительстве батискафа и реализации миссии помощь оказали Скриппсовский институт океанографии, Лаборатория реактивного движения и Гавайский университет. Руководил строительством австралийский инженер Рон Аллум.

## Характеристики
Подводный аппарат предназначен только для одного пилота, так как наружный диаметр сферической гондолы составляет 110 см (внутренний диаметр 97 см), что, в свою очередь, обусловлено её большой массой, от которой зависит объём поплавка, заполненного специальной пеной «Isofloat» (разработана специально для этого проекта Роном Аллумом, состоит из полых стеклянных сфер в полимерной смоле). Твёрдость пены относительна — на предельной глубине размер поплавка всё же ужимается на 5 см. Идея твёрдой пены повторяет принцип, применённый финскими инженерами в строительстве батискафов «Мир». Поплавок составляет 70 % объёма батискафа. Всё это определяет общие размеры аппарата и желание создателей сделать его более компактным и удобным для транспортировки. Стальная гондола состоит из двух полусфер, отпрессованных из плоских отливок. Значительный слой металла внутри полусфер снят механически, так как металл внутри отливки имеет меньше дефектов. Это тоже опыт изготовления «Миров». Стальные стенки гондолы толщиной 6,4 см были протестированы на способность выдерживать требуемое давление в 114 МПа в барокамере Университета штата Пенсильвания. Изготовители батискафов-предшественников не имели такой возможности, в лучшем случае довольствовались испытанием уменьшенных моделей.
Форма батискафа разработана с учётом поведения рыб кораллового рифа, плавающих головой вниз. Это позволяет быстро погружаться и всплывать.
Гондола располагается у основания вертикально-погружаемого аппарата длиной 7,3 м и массой 11,8 т. При транспортировке на судне батискаф находится в горизонтальном положении. Балласт массой 500 кг позволяет аппарату погружаться на необходимую глубину и при его сбросе всплывать на поверхность; если штатная система сброса балласта не сработает, то задействуется вспомогательная электрическая система сброса балласта для всплытия аппарата. На борту имеются два газовых баллона со сжатым кислородом, что позволяет пилоту находиться под водой 56 ч. Система жизнеобеспечения аппарата поглощает углекислый газ, а водяной пар, образующийся при дыхании и потовыделении, конденсируется на прохладных внутренних стенках гондолы, и конденсат стекает к её основанию в специальные резервуары. Затем он собирается в сумку, и в случае необходимости пилот может выпить воду с помощью специальной трубки, фильтрующей загрязнения.
Периодически данные о внутреннем давлении, содержании кислорода, температуре воздуха в гондоле отправляются на корабль сопровождения, чтобы специалисты наверху могли оценить ситуацию и в случае необходимости вернуть аппарат на поверхность. Одежда пилота является огнестойкой, также на борту имеется костюм с подогревом на случай нештатной ситуации, так как температура воды на большой глубине весьма низкая (+1…+4 °C).
Скорость передвижения батискафа составляет 3 узла по горизонтали и 2,5 по вертикали. Пилот управляет им с помощью джойстика. Аппарат способен разворачиваться вокруг своей оси благодаря 12 электромоторам с водомётными движителями. Скорость всплытия-погружения намного больше и регулируется только сбросом балласта.
На борту находятся 180 систем, 1500 электронных плат, приборы мониторинга и контроля, аккумуляторы, системы жизнеобеспечения, 3D-камеры и светодиодное освещение. Батареи размещаются в пластиковом корпусе, погружённом в ванну с силиконовым маслом, что позволяет воспринимать внешнее давление без непосредственного контакта с морской водой. Аппарат снабжен двумя «стрелами», на одной из которых расположены камеры, на другой — прожекторы. Бортовая система связи способна передавать сигнал на расстояние 30 км под водой. «Deepsea Challenger» оснащён видеокамерой Red Epic 5K с разрешением около 14 мегапикселей, а также наружной осветительной светодиодной панелью длиной в 2,5 м и сигнальными огнями.

## Риски погружения
Давление толщи воды на глубине способно деформировать подлодку, повредить её корпус, разрушить иллюминаторы или вывести из строя манипуляторы. Это и произошло с одним из них: вскоре после начала сбора образцов отказала гидравлика.
Обилие электроники, сложных систем управления может привести к пожару из-за возгорания электропроводки или других материалов в воздушной атмосфере гондолы.
Температура воды на глубине близка к 0 °C; такая температура способна привести к сбоям в работе электронных систем управления. Так, вышла из строя система жизнеобеспечения, из-за отказа которой пришлось прекратить первую попытку погружения; во время второй попытки сломался сонар.
Одной из опасностей, связанных с глубоководным погружением, является перепад температур: так, в начале погружения температура в кабине поднялась до +37 °C из-за работающих систем, но скоро упала до +2 °C. Хотя подлодка снабжена специальными системами обогрева, Кэмерон был одет в специальный костюм, который помог бы ему продержаться некоторое время в случае отказа отопления, но всё же надел тёплые носки и обувь.
Существует риск столкновения со скалами, что несёт опасность для самой подлодки, так как на глубине с высоким давлением забортной воды малейшее механическое повреждение может привести к аварии.

## Рекорд
Погружение проходило с борта судна «Mermaid Sapphire». Оно началось 25 марта около 21:30 по Гринвичу, спустя полтора часа, в 22:52, Джеймс Кэмерон на «Deepsea Challenger» достиг дна Марианской впадины, максимальная глубина которой составляет почти 11 км. Это стало четвёртым в истории и вторым пилотируемым погружением в «Бездну Челленджера», при этом погружение 2012 года стало первым одиночным и самым длительным из всех.
Первый твит из самой глубокой точки Земли имел следующее содержание:

Только что достиг самой глубокой точки океана. Достижение дна никогда не было столь приятным. Не могу дождаться, чтобы поделиться увиденным с вами @DeepChallenge
Оригинальный текст (англ.)Just arrived at the ocean's deepest pt. Hitting the bottom never felt so good. Can't wait to share what I'm seeing w/ you @DeepChallenge

Кэмерон взял образцы пород и живых организмов, провёл съёмку, материал которой лёг в основу его документального фильма. На поверхность батискаф поднялся около 03:00 по Гринвичу.

## Жизнь на глубине
Одним из основных вопросов экспедиции были документальные доказательства жизни на глубине. По словам Кэмерона, единственным живым существом, которое ему попалось на глаза, было нечто, похожее на креветку размером примерно 2,5—3 см. В образцах грунта было обнаружено 68 новых видов живых организмов.

## Интересные факты
- Кэмерон проходил подготовку, которая включала в себя водолазные работы.
- Deepsea Challenger значительно легче своего предшественника — батискафа «Триест»: 11,8 т против 15 т. Также он содержит значительно больше научного оборудования и может погружаться и всплывать с большей скоростью, «Триест» спускался за 4 часа 48 минут, поднимался за 3 часа 15 минут, в то время как «Deepsea» спускается за два, а поднимается за один час.
- «Триест» находился на дне 20 минут, экипаж не мог делать фотографии, «Deepsea Challenger» же пребывал на дне 6 часов и позволял сделать не только снимки, но и высококачественную видеозапись[23][24].
- На строительство аппарата «Deepsea Challenger» ушло восемь лет.